# (3723) Вознесенский
(3723) Вознесенский (лат. Voznesenskij) — типичный астероид главного пояса, открыт 1 апреля 1976 года советским астрономом Николаем Черных в Крымской астрофизической обсерватории и 1 сентября 1993 года назван в честь советского и российского поэта Андрея Вознесенского.

## Обнаружение и именование
(3723) Вознесенский
Открыт 1 апреля 1976 года в Научном Н. С. Черных.
Назван в честь выдающегося современного поэта Андрея Андреевича Вознесенского, известного также как автор уникальных сочетаний слов и фигур ("видеомы"). Друг некоторых астрономов Крымской астрофизической обсерватории.
Оригинальный текст (англ.)3723 Voznesenskij
Discovered 1976-04-01 by Chernykh, N. at Nauchnyj.
Named in honor of Andrej Andreevich Voznesenskij, distinguished contemporary poet, known also as the author of unique word-and-figure combinations (`vidioms'), and a friend of some of the astronomers of the Crimean Astrophysical Observatory.
Источники: DISCOVERY.DB; M.P.C. 22499.

## Орбита

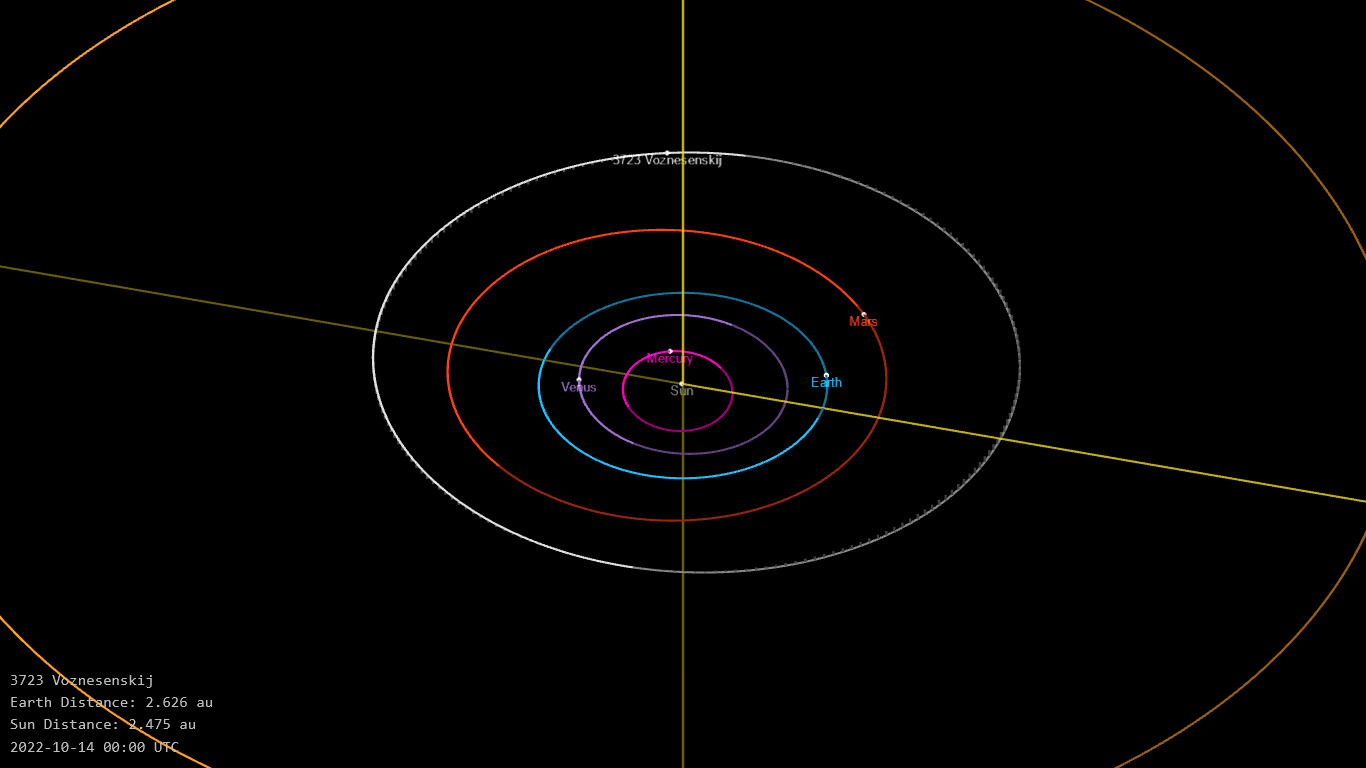
Орбита астероида Вознесенский и его положение в Солнечной системе

## Физические характеристики
Астероид относится к таксономическому классу S.
По результатам наблюдений в видимом и ближнем инфракрасном диапазоне космического телескопа NEOWISE и наблюдений в инфракрасном диапазоне спутника Akari диаметр астероида оценивался равным 9,748±0,037 км, 10,31±0,57 км, 8,50±2,35 км, 8,51±3,02 км, 9,119±2,539 км, 8,96±3,00 км, 8,58±2,40 км, 9,01±2,25 км и 9,43±2,67 км. Согласно тем же источникам альбедо оценивается как 0,0296±0,0062, 0,061±0,008, 0,06±0,04, 0,05±0,04, 0,0533±0,0338, 0,030±0,006, 0,055±0,043, 0,055±0,037, 0,048±0,027 и 0,050±0,032.